# (8853) Gerdlehmann
(8853) Gerdlehmann est un astéroïde de la ceinture principale.

## Description
(8853) Gerdlehmann est un astéroïde de la ceinture principale. Il fut découvert le 9 avril 1991 à Tautenburg par Freimut Börngen. Il présente une orbite caractérisée par un demi-grand axe de 2,27 UA, une excentricité de 0,09 et une inclinaison de 5,3° par rapport à l'écliptique.

## Compléments